# Nouvion-le-Comte
Nouvion-le-Comte is een gemeente in het Franse departement Aisne (regio Hauts-de-France) en telt 247 inwoners (2018). De plaats maakt deel uit van het arrondissement Laon.

## Geografie
De oppervlakte van Nouvion-le-Comte bedraagt 8,0 km², de bevolkingsdichtheid is 31 inwoners per km².
De onderstaande kaart toont de ligging van Nouvion-le-Comte met de belangrijkste infrastructuur en aangrenzende gemeenten.

## Demografie
Onderstaande figuur toont het verloop van het inwonertal (bron: INSEE-tellingen).
Vanwege een beveiligingsprobleem met de MediaWiki Graph-software is het momenteel niet mogelijk deze grafiek weer te geven. Zodra de software is bijgewerkt zal de grafiek vanzelf weer zichtbaar worden.

## Geboren in Nouvion-le-Comte
- Émile Idée (1920-2024), wielrenner